# Прапор Того

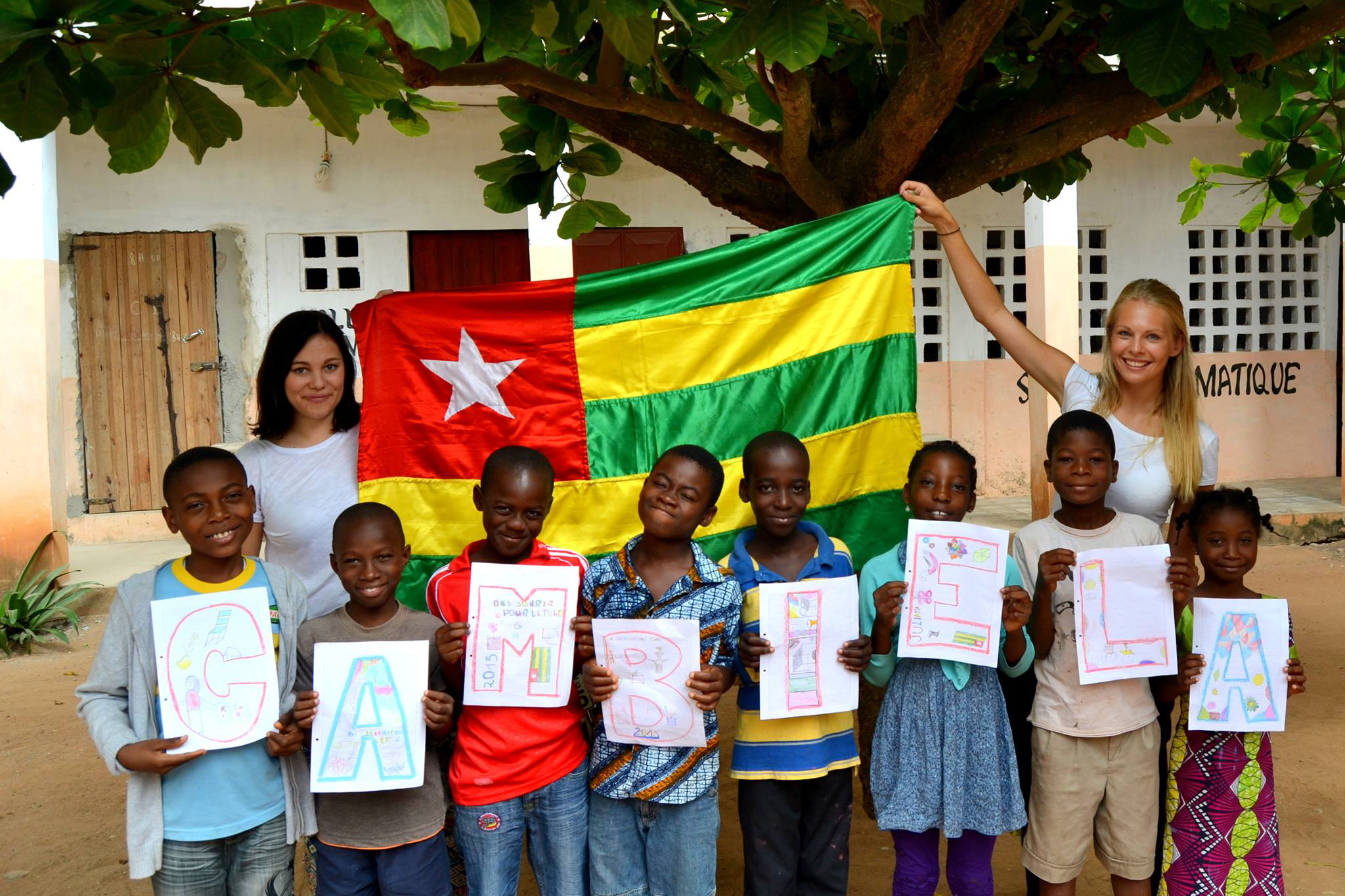
Діти та вчителі з прапором Того

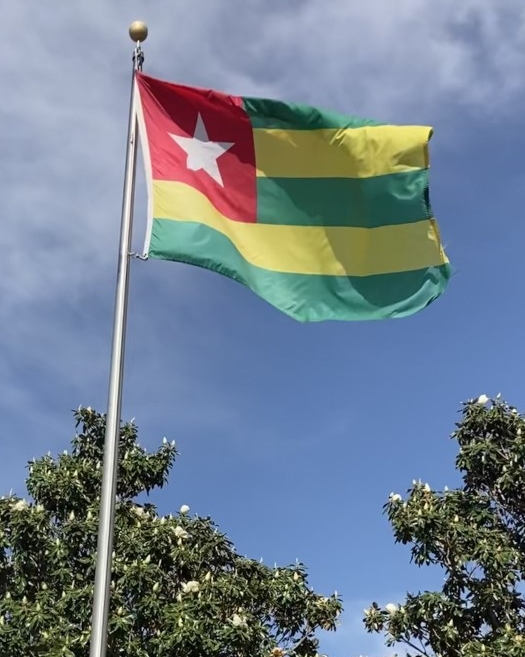
Прапор Того на відкритому флагштоку

Прапор Того (фр. drapeau du Togo) є національним, кормовим і військово-морським прапором Того. Він має п’ять однакових горизонтальних смуг зеленого кольору (угорі та внизу), які чергуються з жовтим. У верхньому бічному куті древка на червоному квадраті розташована біла п'ятипроменева зірка. Він використовує панафриканські кольори Ефіопії, але дизайн нагадує прапор Ліберії, який сам по собі перегукується з прапором Сполучених Штатів, що робить його частиною обох панафриканська та зірково-смугаста сімейства прапорів. Прийнятий 27 квітня 1960 року.

## Історія
Прапор був розроблений художником Полом Ахі і дуже наближений до золотого прямокутника. Ахі вважався одним з найвеличніших африканських художників свого покоління. Народився в Того, Ахі закінчив Національну вищу школу красних мистецтв у Парижі у 1959 році та повернувся до Того. Він розробив прапор Того, працюючи над іншими сучасними роботами. Прапор був прийнятий 28 квітня 1960 року і використовується досі. Під час правління Франції над Того з 1957 по 1958 рік використовувався прапор Французького Того. Після здобуття Того незалежності перший прапор Того використовувався з 1958 по 1960 рік.

## Символізм
Чотири кольори (зелений, червоний, білий і жовтий) є панафриканськими кольорами.
Кольори прапора мають символізувати наступне:
- Червоний символізує кров, пролиту мучениками, щоб отримати незалежність
- Біла зірка символізує надію
- Зелений символізує ліси, сільське господарство, природу та загальну надію на майбутнє
- Жовтий символізує природні ресурси країни

П'ять смуг представляють п'ять регіонів Того.

## Геометрія
Сторони прапора Того мають золотий переріз φ = 1+√5/2 ≈ 1.618034, зробивши прапор Того одним із небагатьох національних прапорів з ірраціональними пропорціями.

## Історичні прапори
| Прапор                    | Дати         | Співвідношення | Уряд | Опис |
| ------------------------- | ------------ | -------------- | --- | --- |
|                           | 1884–1916    | 2:3            | Протекторат Тоголанд | Прапор Німецької імперії використовувався як офіційний прапор Німецького Тоголанду. |
|                           | 1914         | 2:3            | Протекторат Тоголанд | Проєкт прапору створений 1914, однак Перша світова війна почалася до того, як проєкти були завершені та реалізовані, а прапор фактично ніколи не були використовувався.                                                                                                |
|                           | 1916–1957    | 2:3            | Французьке Того | Французький триколор використовувався як офіційний прапор Французького Того, а з 1955 року — Автономної Республіки Того. |
| Автономна Республіка Того | 1916–1957    | 2:3            | | Французький триколор використовувався як офіційний прапор Французького Того, а з 1955 року — Автономної Республіки Того. |
|                           | 1957–1958    | 3:5            | Новий прапор для Того був введений у 1957 році, він складається з зеленого поля з французьким прапором у кантоні та двох п'ятипроменевих білих зірок, одна з нижньої сторони древка, а друга з верхньої сторони. | |
|                           | 1958–1960    | 3:5            | Французький прапор у кантоні попереднього прапора був знятий у 1958 році. | |
|                           | 1960–Present | 1:φ            | Республіка Того | Нинішній прапор Того був запроваджений після здобуття незалежності від Франції 28 квітня 1960 року. Він складається з п’яти рівних горизонтальних смуг зеленого кольору (угорі та внизу), які чергуються з жовтим; з червоним кантоном з білою п'ятипроменевою зіркою. |